# Félix Hernández (beisbolista)
Félix Abraham Hernández García (Valencia, 8 de abril de 1986) es un exbeisbolista venezolano. Jugó en las Grandes Ligas de Béisbol (MLB) para los Seattle Mariners desde 2005 hasta 2019. Hernández lideró las ligas mayores en victorias en 2009, lideró la Liga Americana en promedio de carreras limpias en 2010 y 2014, y ganó el Premio Cy Young de la Liga Americana en 2010. Es seis veces All-Star de la Liga Americana.
Lanzó el vigésimotercer juego perfecto de la MLB el 15 de agosto de 2012 contra los Tampa Bay Rays en el Safeco Field. Fue el primer lanzador en realizar un juego perfecto en la historia de la franquicia de los Seattle Mariners.
Jugó en Venezuela para los Cardenales de Lara en la temporada 2003-04 y para los Navegantes del Magallanes en la temporada 2013-14.

## "King Félix" Arsenal de Pitcheos
Hernández lanza una bola rápida que se ha cronometrado a velocidades de hasta 100 mph, aunque no depende enteramente de su velocidad abrumadora. En su lugar, a menudo utiliza una recta de dos costuras, que viene un poco más lenta, pero con más movimiento y se hunde cuando se acerca al bateador, muy parecida a un splitter. Su repertorio de lanzamientos incluye también una curva rápida, un cambio, y un slider, todos los cuales puede lanzar extremadamente bien. Cuando esta en sus mejores momentos, Hernández puede inducir a los bateadores a conectar constantes roletazos y a los ponchados, permitiendo muy pocos elevados (flies). En cuanto a la mezcla que hace de sus lanzamientos, se podría decir que depende mayormente de su recta, seguida por su cambio de velocidad, slider y por último la curva. Todo con la finalidad de evitar el ajuste de los bateadores a un lanzamiento en particular.
Al comienzo de su carrera los Marineros de Seattle limitaron el uso de la slider a Félix, restringiéndolo a usarla tan solo en un promedio del 3.3% de los pitcheos usados en el 2005 y 7.0% en el 2006. Sin embargo en el año 2007, su uso por parte de Hernández saltó a un alto 20.3% de los mismos. Cuando ellos le permitieron lanzarla con mayor frecuencia, Félix disfrutó el usarla; porque este un pitcheo “mortal”, sobre todo para los bateadores derechos. Es interesante notar que en el año 2008 él cortó en gran medida el uso de su slider, y lanzó su recta o bola rápida significativamente, pero decidió comenzar a mezclarla con su recta plus-plus y un cambió de velocidad promedio antes que confiar solamente en la combinación recta-slider. Actualmente, el esta lanzando su recta de dos costuras más seguido, lo cual puede ser asociado correlativamente, incrementó en el promedio total de rectas lanzadas en un 57% y 57.1% en los años 2006 y 2007; frente a 65.9% y 63.2% en los 2008 y 2009, y que él está jugando alrededor de la zona de strike cambiando la velocidad de su slider y cambio, junto con otros envíos, tal como los hace su compatriota Johan Santana.
El 15 de agosto de 2012 realiza un juego perfecto contra el equipo de Tampa Bay ganando 1 por 0.

## Hechos Interesantes
Como algunos otros lanzadores, Hernández viste una camiseta de manga larga bajo la camisa jersey de su uniforme. Mientras típicamente esto se hace para impedir que el brazo del lanzador se enfrié, Hernández lo lleva aún en tiempos más calientes. Esto sirve en el caso de Félix, para evitar que la transpiración corra hacia abajo por sus brazos e interfiera con el agarre de su mano sobre la pelota.
Hace unos pocos años Félix era un desconocido entre la afición beisbolistica Venezolana, apareció en Venezuela en su primer juego formal en la Liga Profesional el 31 de octubre de 2003, y desde ese día la fanaticada y los scouts del mejor béisbol del mundo sabían que este brazo, era una "gema en bruto", la cual llegaría a ser una de las más preciadas no solo en Venezuela sino en Norteamérica.
En el 2005, cuando debuta con los Marineros de Seattle, fue el jugador más joven en las Ligas Mayores. El 9 de agosto de ese año se convirtió en el primer adolescente desde 1984 en ganar un Juego de Grandes Ligas.
El 23 de junio de 2008 batea un Grand Slam frente a Johan Santana de los Mets de Nueva York. Con dicho estacazo se convirtió en el primer lanzador de la Liga Americana que logra conectar un Grand Slam desde el 11 de mayo de 1971, y el único de los Marineros de Seattle en toda su historia. Lo hizo contra su compatriota de los Mets de Nueva York, en el mítico Shea Stadium, y algo aún más sorprendente, fue en su primer turno al bate de la temporada. El batazo de cuatro esquinas, impulsor de cuatro carreras, ayudó a construir una sólida y definitiva ventaja para su equipo, que se llevó la victoria por 5-2.
Lamentablemente Hernández no se pudo adjudicar la victoria, ya que cuando estaba a un out de conseguirlo se lesionó el tobillo en una jugada en el home, luego de un wild pitch de su parte, el cual derivó en una carrera para los Mets. Como resultado de dicha incidencia, Félix tuvo que salir ayudado por los masajistas de su equipo, para ser relevado en su labor.
El último serpentinero de la Liga Nacional que conectó un Grand Slam lo hizo también en el Shea Stadium. Fue el lanzador Dontrelle Willis, quien jugaba para entonces con los Florida Marlins, y dio su home run ante los mismos Mets el 7 de julio de 2006.
Generalmente cuando un pitcher debe batear es considerado como el bateador más fácil de dominar, por así decirlo de alguna manera, y no es muy común verlos embasándose y mucho menos impulsando carreras. Pero ocasiones, son capaces de sacar todo su poderío ofensivo y sorprender con buenos batazos, o incluso, como en esta oportunidad, con cuadrangulares.
El 15 de agosto de 2012, Félix Hernández jugando para los Marineros de Seattle lanzó un juego perfecto contra los Rays de Tampa Bay. Al igual que Caín juego perfecto, fue la primera en la historia de la franquicia. En una victoria por 1-0, Hernández ponchó a 12, incluyendo cinco de los últimos seis bateadores. Esto marcó el tercer juego perfecto de 2012, la mayor cantidad jamás registrada. También fue la primera vez que el mismo equipo fue en ambos lados de un juego perfecto en una temporada y la primera vez que dos juegos perfectos fueron lanzados en el mismo de campo en una sola temporada. También marcó la tercera vez que los Rays habían estado en el extremo receptor de un juego perfecto en cuatro temporadas.

## Carrera profesional

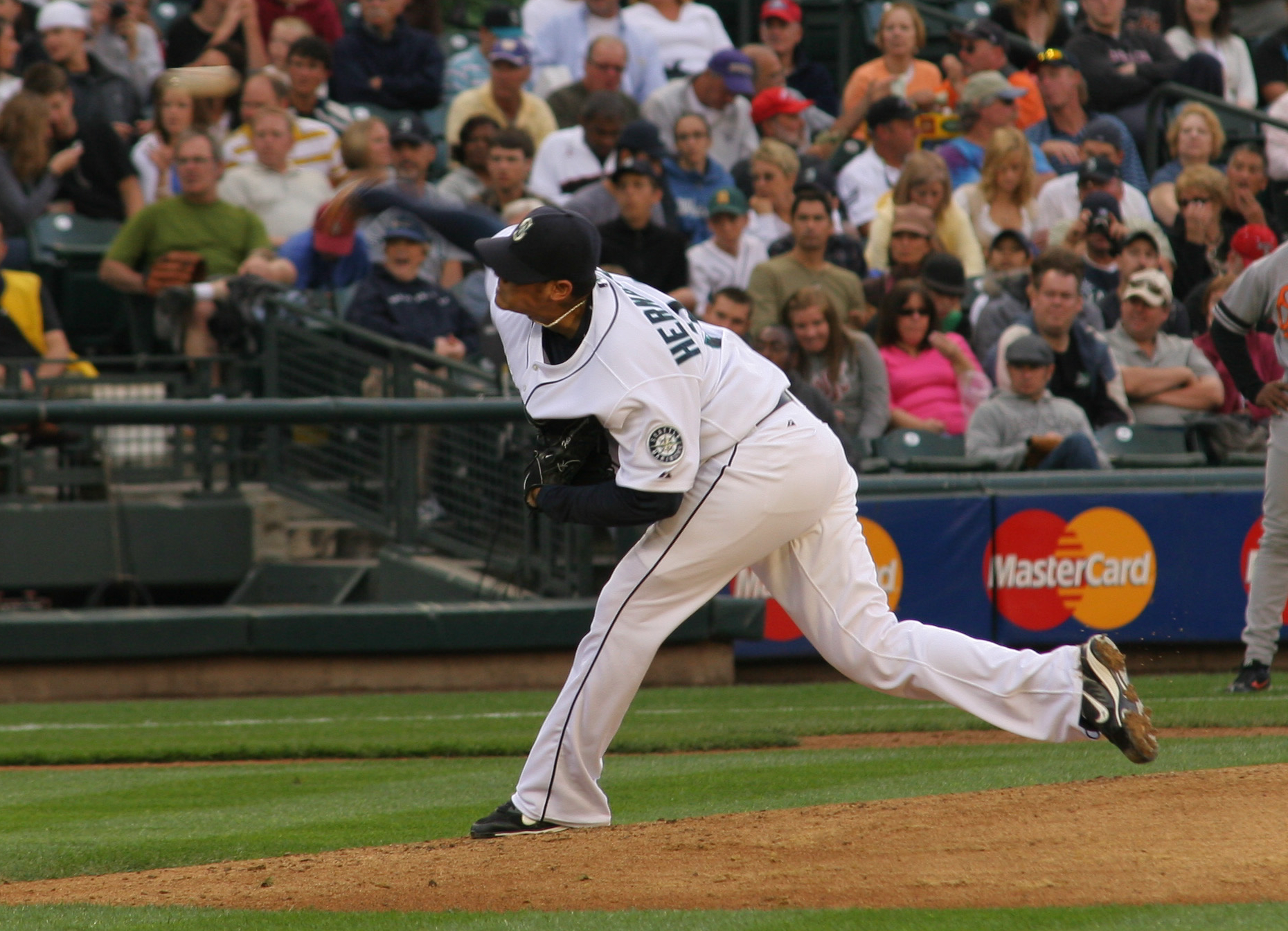
"El Rey Félix en el final de su mecánica, al momento justo de soltar la bola hacia el home plate, el 2 de agosto de 2008.

Ningún lanzador activo tan joven como Hernández ha logrado tanto para su corta edad. Desde 1980, solo dos lanzadores han ponchado tantos bateadores a la edad de 23 años como Hernández, quien cuenta con 810 ponches en su carrera. Uno es Doc Gooden con 1.067, y el otro es Fernando Valenzuela con la cifra de 824 ponches, y Gooden había tirado casi 300 entradas más (1.172); Valenzuela 100 entradas más. Hernández ha tenido promedio de 8,06 ponches por cada nueve entradas, su ERA-plus ajustada por parque local es de 125, y ha permitido 8,58 imparables por cada nueve entradas. Gooden es el único lanzador de los últimos 30 años con al menos 80 aperturas a esa edad con numeritos superiores. Si se cuenta a los que han realizado al menos 50 aperturas a esa edad, serían solamente nueve lanzadores, incluyendo a Pedro Martínez y Roger Clemens.

### Descubrimiento como un Prospecto
Hernández fue observado por primera vez y descubierto por Luis Fuenmayor, un scout a tiempo parcial de los Marineros que lo vio lanzar a la edad de 14 años en un torneo cerca de Maracaibo, Venezuela. Fuenmayor recomendó Hernández a sus compañeros scouts Pedro Ávila y Emilio Carrasquel, quienes fueron impresionados por el joven que ya podía lanzar a 94 millas por hora. Los Marineros siguieron observando su desarrolló por un año, pero las reglas del béisbol (MLB/ Mayor League Baseball) prohíben a los equipos firmar contratos con jugadores prospectos hasta que ellos cumplan los 16 años de edad.
Después de graduarse de bachiller, en su natal Venezuela, Hernández finalmente llegó al acuerdo de su primer contrato profesional. El director de operaciones internacionales de los Marineros Bob Engle firmó a Hernández como un Agente libre no drafteado el 4 de julio de 2002. Hernández recibió un alto bono por la firma de $ 710,000 dólares, aunque Félix, dijo luego que los Marineros no presentaron la más alta oferta. Otros equipos que tratando de firmarlo incluyeron a los New York Yankees, Atlanta Braves, y Houston Astros, con los Braves según se informó ofreciendo el monto más alto de dinero.
Una razón importante por la que Hernández escogió a los Marineros de Seattle era porque su ídolo, coterráneo de Venezuela, el pitcher Freddy García, lanzaba para el equipo en aquel entonces. Su agente, Wil Polidor, también atribuyó la decisión a la influencia del padre de Hernández, Felix Padre, propietario de un negocio de camiones quien manejó las negociaciones para su hijo. Así mismo, Engle y los otros scouts de los Marineros habían cultivado una estrecha relación con la familia para explicar sus proyectos para Felix y ganar la confianza de ellos.

### Inicios en el Béisbol Venezolano y las Ligas Menores
El año siguiente, Félix viajó a los Estados Unidos y comenzó lanzando en el Sistema de Ligas Menores de los Marineros. En el 2003, Hernández arrancó por la Clase-A con una marca de 7-2 para el Everett AquaSox y los Wisconsin Rattlers. Volviendo a su Venezuela natal para lanzar en la Liga de Invierno allí con los Cardenales, él se sostuvo a los 17 años de edad contra la competencia que incluyó a jugadores de Ligas Mayores establecidos.
Hernández fue elegido como el mejor pitcher en las Ligas Menores de los Marineros de Seattle el año 2004, una temporada que también lo vio hacer una aparición en el All-Star Futures Game (Juego de las Estrellas del Futuro). Él comenzó con los Inland Empire 66ers en la Liga de California, antes de ser promocionado al equipo Doble-A San Antonio Missions, y terminó con un registró combinado de 14-4, una efectividad de 2.95 (ERA) y 172 ponchetes en 149.1 innings lanzados.
Con tan solo 17 años deslumbró a la fanaticada larense cada vez lanzaba, desafortunadamente en su primera temporada con Cardenales de Lara fue limitado a un número específico de lanzamientos y de innings por juego, sin embargo, el serpentínero demostró toda su capacidad y poder. Cómo anteriormente se acotó, Félix debutó con los "Pájaros Rojos" el 31 de octubre de 2003 ante Pastora de los Llanos, en 5.0 innings permitió 6 hits y 3 carreras.
A principios del año 2005, "el 'Baseball America'" lo catalogó como el prospecto de pitcheo N° 1 en el béisbol y el N° 2 en general detrás Joe Mauer (catcher/ Twins). Hernández siguió con su éxito en el 2005, jugando esta vez para el equipo Triple-A Tacoma Rainiers de los Marineros de Seattle en la Liga de la Costa del Pacífico, logrando un registro de 9-4, con un Liderato de Efectividad para su Liga de 2.25, 100 ponches en exactamente 88 innings, permitiendo 62 hits, 22 carreras limpias, en tanto, le conectaron 3 cuadrangulares, y otorgó 48 boletos. Todo esto en 19 juegos lanzados, de los cuales 14 fueron como abridor. Félix fue seleccionado, a su vez, para el Juego de las Estrellas de la Liga Triple-A, pero no participó debido a que pasó un mes en la Lista de Lesionados por el hombro. Él también fue nominado Novato y Pitcher del Año en la PCL.

### Debut en las Grandes Ligas, 2005

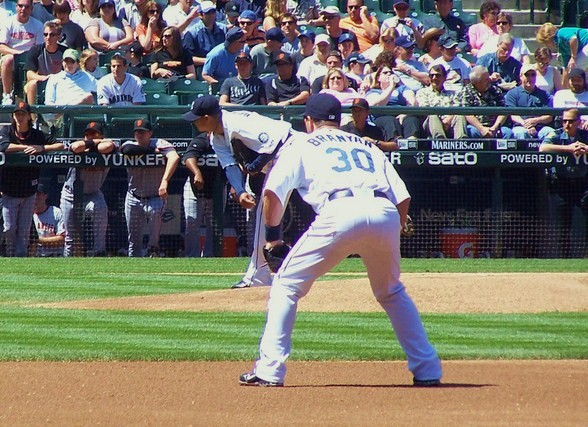
"Félix Hernández, el As de Seattle, obtendría la victoria en 8 innings con 10 strikeouts y una carrera permitida contra los visitantes Giants, 24 de mayo de 2009.

Poco después de retornar de su lesión, Hernández fue llamado a las Ligas Mayores por los Marineros. Él hizo su debut el 4 de agosto de 2005, en una derrota 3 a 1, un juego en la carretera contra los Detroit Tigers. A los 19 años, 118 días, Félix era el pitcher más joven en participar en un juego de Grandes Ligas desde José Rijo en el 1984. Por si fuera poco se convirtió en el 3.er “Marinero” más joven en debutar en las Grandes Ligas, luego de Edwin Núñez, RHP, quien con 18 años de edad debutó el 7 de abril de 1982; Alex Rodríguez, IF, con 18 años debutó el 8 de julio de 1994; Félix Hernández, RHP, 19 años de edad, 4 de agosto de 2005 y le sigue Ken Griffey Jr, quien debutó con 19 años de edad el 3 de abril de 1989.
Desafortunadamente, Hernández en su debut en las Grandes Ligas cargó con la derrota, en labor de 5.0 entradas realizó 81 lanzamientos, de los cuales 49 fueron en zona de strike y 32 bolas; permitió 3 hits, 2 carreras de las cuales 1 fue limpia, realizó un lanzamiento salvaje (wild pitch), ponchó a 4 bateadores, concedió dos boletos (2 BB) para registrar una efectividad de 1.80.
Hernández ganó su primer triunfo de Ligas Mayores en su siguiente exhibición el 9 de agosto de 2005, lanzando ocho entradas en blanco para una victoria 1-0 en casa sobre los Minnesota Twins. Sobre sus primeras salidas, él registró una racha de 112 bateadores enfrentados antes de que permitiera su primer extrabase, un doble por parte de Jermaine Dye jardinero (outfielder) de los Chicago White Sox.
En 12 aperturas, Hernández fijó un registro de 4-4 (juegos ganados y perdidos) con 77 ponchados (strikeouts) y una efectividad (ERA) de 2.67. Con 84 1-3 de innings lanzados, él agotó su elegibilidad como novato. Después de la temporada, en el periodo de pretemporada, Félix se hizo el foco de desacuerdos acerca de la posibilidad de su participación en el Clásico Mundial de Béisbol. Aunque Hernández fue colocado en una lista provisional de jugadores por su natal Venezuela, los Marineros se opusieron, citando su lesión más temprana y expresando su preocupación acerca la tensión (cansancio, etc.) sobre su brazo al añadir esta competición a las demandas de una temporada completa en Ligas Mayores a una edad tan joven. Su petición al comité técnico de la WBC fue mantenida.
Cuando él llegó a las Grandes Ligas, le fue dado (a Hernández) en su uniforme el número 59. En el año 2006, "el "Rey Felix" había cambiado al número 34, el mismo que Freddy García había llevado como un Marinero (esto debido a que este último fue negociado a los Chicago White Sox).

### Primera temporada completa en las Mayores, 2006
Para su primer año completo en las Grandes Ligas, Hernández llegó a los entrenamientos de primavera fuera de forma y su preparación para la temporada fue interrumpida por síndrome de estrés de la espinilla. Él se recuperó a tiempo para comenzar la temporada en la rotación abridora, donde a menudo progresaba con dificultad (recuperándose de la lesión), pero de vez en cuando mostraba los destellos del gran potencial esperado. Sus logros en este periodo, incluyeron unos cuantos hitos personales más. Félix lanzó su primer Juego Completo (Complete Game) de su carrera el 11 de junio, venciendo a los Angelinos de Anaheim con pizarra de 6-2.
El 28 de agosto, una vez más contra los Ángelinos, el "Rey Félix" consiguió su primer blanqueo (shutout), necesitando tan solo 95 lanzamientos, cediendo únicamente cinco hits y recetando cuatro ponchetes (strikeouts). El juego, que duró solo 1 hora, 51 minutos, era el más corto en la historia del Safeco Field.
Preocupados acerca de evitar posibles lesiones a su joven estrella, los Marineros declararon que ellos limitarían el número de entradas lanzadas por Hernández a 200 (contando para ello, tanto la temporada regular como el entrenamiento primaveral). Esto requirió que ellos saltaran su turno en la rotación unas cuantas veces a medida que la temporada continuó, después de que los Marineros se cayeron fuera de la competencia a los playoffs. Para permitirle hacer una última salida al final del año, el equipo decidió levantar el límite a 205 episodios. Sus 191 innings en la temporada regular eran todavía la mayor cifra en el equipo, y él terminó con números de 12-14 y una efectividad (ERA) de 4.52. Sus 12 victorias y 176 strikeouts también lideraron al Cuerpo de Pitcheo (Pitching Staff) de los Marineros de Seattle. Félix así mismo, lanzó las rectas (fastball) más rápidas de todos los abridores de las Grandes Ligas en el 2006, teniendo una velocidad promedio de 95.2 millas por hora.
Durante el receso de la temporada, Hernández retornó a la casa de sus padres en un modesto vecindario de Valencia, esperando la terminación de una casa para él, su novia e hija. A insistencia del equipo, él no lanzó en la Liga Venezolana de Invierno, a diferencia de su más viejo hermano Moisés, un lanzador prospecto que trata de llegar a las Ligas Mayores con los Atlanta Braves.
Un perfil publicado en el diario "Seattle Times" sobre su vida en Venezuela, con su relajada rutina del día, levantó inquietud entre los que se preocupaban por su acondicionamiento físico. El equipo más tarde explicó, que él había sido específicamente instruido para descansar durante dos semanas después de la temporada. Él entonces, inició un régimen de entrenamiento, incluyendo una dieta mejorada, carreras diariamente, y entrenamiento regular con pesas, para perder aproximadamente 20 libras (unos 9 kilos). Esto puso al "Rey Félix" en una mucho mejor condición física antes de su vuelta en enero a los Estados Unidos, cuando él comenzaría un programa de lanzamiento como adelanto para los Entrenamientos de Primaverales (Spring Training).

### Temporada 2007
Basados en sus mejoradas condiciones físicas y un exitoso entrenamiento de primaveral, los Marineros indicaron que en el 2007 ellos no limitarían más el número de innings que Hernández podría lanzar, enfocándose en cambio en el conteo de sus pitcheos (la cantidad total de lanzamientos) para evitar su uso excesivo (el cansansio de su brazo de lanzar). Félix ganó el honor de haber sido nombrado "abridor del juego de Apertura por su equipo". Él vino a ser el lanzador más joven en ser escogido para esta asignación desde Dwight Gooden para los New York Mets en el año 1985. Él lanzó ocho entradas en una victoria 4-0 sobre los Oakland Athletics, permitiendo tres hits y dos boletos imponiendo una marca para su carrera con 12 ponchados (strikeouts).
“El Rey Félix” se impulsó, proyectándose a las primeras planas, en su siguiente apertura el 11 de abril contra los Boston Red Sox, en un duelo muy promocionado con el importado japonés Daisuke Matsuzaka, quien hacía su estreno en casa en el venarable Fenway Park. Hernández cumplió hasta el final (del juego) y eclipsó el enfrentamiento de pitcheó con Matsuzaka, dominando a su compatriota japonés Ichiro Suzuki, manteniendo a su vez un Juego sin Hits durante siete entradas, finalizando con una victoria por blanqueo 3-0, en un Juego Completo de un Hit.

### Premio Cy Young 2010
El 18 de noviembre de 2010, "El Rey Felix" gana el Premio Cy Young de la Liga Americana recibiendo 21 de los 28 votos posibles para el primer lugar, convirtiéndose así en el primer lanzador del béisbol en ganar este premio con la menor cantidad de victorias - tan solo 13 victorias - en una temporada completa. Hernández, lanzador estrella de los Marineros de Seattle, se acreditó apenas 13 victorias contra 12 derrotas, sin embargo sus logros en las otras estadísticas le permitieron imponerse en una elección que provocó un encendido debate entre los Redactores de Béisbol. Entre dichas estadísticas, resaltan su liderato en la Liga Americana en efectividad (2.27) e innings lanzados (249.2). Al respecto Hernández declararía desde su natal Venezuela:
"Se reivindica el Cy Young porque no solamente es un premio para el pitcher más ganador, sino para el más dominante", dijo entre lágrimas Hernández al celebrar junto a sus familiares en su natal Valencia, ciudad centro costera en Venezuela.
En 2015 fue elegido al Juego de Estrellas por séptima ocasión en su carrera. en 2015 felix se fue de 14-9